# Манчестер Тауншип (округ Йорк, Пенсільванія)
Манчестер Тауншип (англ. Manchester Township) — селище (англ. township) в США, в окрузі Йорк штату Пенсільванія. Населення — 19 515 осіб (2020).

## Демографія
Згідно з переписом 2010 року, у селищі мешкала 18 161 особа в 6835 домогосподарствах у складі 5144 родин. Було 7110 помешкань
Расовий склад населення:
| - 87,1 % — білих - 5,9 % — чорних або афроамериканців - 3,5 % — азіатів - 0,2 % — корінних американців - 0,1 % — вихідців з тихоокеанських островів - 1,5 % — осіб інших рас |

До двох чи більше рас належало 1,8 %. Частка іспаномовних становила 3,6 % від усіх жителів.
За віковим діапазоном населення розподілялося таким чином: 26,8 % — особи молодші 18 років, 59,2 % — особи у віці 18—64 років, 14,0 % — особи у віці 65 років та старші. Медіана віку мешканця становила 39,9 року. На 100 осіб жіночої статі у селищі припадало 92,1 чоловіків;  на 100 жінок у віці від 18 років та старших — 88,8 чоловіків також старших 18 років.
Середній дохід на одне домашнє господарство  становив 92 688 доларів США (медіана — 71 144), а середній дохід на одну сім'ю — 104 048 доларів (медіана — 83 857). Медіана доходів становила 60 838 доларів для чоловіків та 46 402 долари для жінок. За межею бідності перебувало 3,6 % осіб, у тому числі 4,9 % дітей у віці до 18 років та 4,3 % осіб у віці 65 років та старших.
Цивільне працевлаштоване населення становило 9684 особи. Основні галузі зайнятості: освіта, охорона здоров'я та соціальна допомога — 25,0 %, виробництво — 19,9 %, науковці, спеціалісти, менеджери — 11,4 %, роздрібна торгівля — 8,0 %.